# 中山町 (名古屋市)
中山町（なかやまちょう）は、愛知県名古屋市瑞穂区の町名。現行行政地名は中山町1丁目から中山町6丁目。住居表示未実施。

## 地理
名古屋市瑞穂区の北西部に位置し、東は駒場町、西は瑞穂町、南は高田町、北は洲雲町と接する。

## 歴史

### 町名の由来
江戸期まで愛知郡高田村の枝郷で「中山」と称されていたことによる。江戸後期成立の『尾張徇行記』に「高田村 支村 中山」とある。江戸前期に開発された新田で、「高田新田」とも呼ばれた。『寛文村々覚書』によれば、1653年（承応2年）に養林寺領となった。

### 行政区画の変遷
- 1934年（昭和9年）7月20日 - 南区瑞穂町の一部より、同区中山町が成立[1]。
- 1937年（昭和12年）10月1日 - 行政区変更に伴い、昭和区所属となる[1]。
- 1944年（昭和19年）2月11日 - 行政区変更に伴い、瑞穂区所属となる[1]。
- 1950年（昭和25年）7月15日 - 瑞穂町の一部を編入[1]。

## 世帯数と人口
2019年（平成31年）3月1日現在の世帯数と人口は以下の通りである。
| 町丁   | 世帯数  | 人口    |
| ------ | ------- | ------- |
| 中山町 | 624世帯 | 1,332人 |

### 人口の変遷
国勢調査による人口の推移
| 1995年（平成7年）  | 1,139人 | [ 7 ]  |  |
| 2000年（平成12年） | 1,059人 | [ 8 ]  |  |
| 2005年（平成17年） | 1,011人 | [ 9 ]  |  |
| 2010年（平成22年） | 946人   | [ 10 ] |  |
| 2015年（平成27年） | 1,364人 | [ 11 ] |  |

## 学区
市立小・中学校に通う場合、学校等は以下の通りとなる。また、公立高等学校に通う場合の学区は以下の通りとなる。
| 番・番地等 | 小学校               | 中学校               | 高等学校 |
| ---------- | -------------------- | -------------------- | -------- |
| 全域       | 名古屋市立汐路小学校 | 名古屋市立汐路中学校 | 尾張学区 |

## 施設
- 名古屋中山郵便局
- 名古屋市立大学教育研究会館
- 信正寺

## その他

### 日本郵便
- 郵便番号 : 467-0803[4]（集配局：瑞穂郵便局[14]）。